# SV Wesseling
Der SV Wesseling (vollständig Spielverein Wesseling 1919 e. V.) war der älteste Fußballverein aus Wesseling im Rhein-Erft-Kreis. Die erste Herrenmannschaft spielte zwei Jahre in der höchsten mittelrheinischen Amateurliga.

## Geschichte
Die Ursprünge des SV Wesseling gehen auf eine innerhalb des TV Eintracht Wesseling gebildeten Fußballabteilung zurück. Am 1. Juni 1919 erfolgte die Loslösung von den Turnern als Rheinbund Wesseling. 1921 benannte man sich in SV Wesseling um und trat dem Westdeutschen Spiel-Verband bei. Zehn Jahre später stieg die Mannschaft in die seinerzeit zweitklassige 1. Bezirksklasse Rhein auf. Durch die Ligareform von 1933 ging es für die Wesselinger runter in die Kreisklasse.
Nach dem Ende des Zweiten Weltkrieges schaffte der SV Wesseling 1948 den Aufstieg in die Bezirksklasse. Drei Jahre später gelang der Aufstieg in die Landesliga, die damals höchste Amateurliga am Mittelrhein. Hier hielt sich die Mannschaft zwei Jahre, bevor es 1953 wieder runter in die Bezirksklasse ging. 140 Gegentore kassierte die Mannschaft in dieser Saison, wobei man beim SC Fortuna Köln mit 0:12 und beim SV Bergisch Gladbach 09 gar mit 0:14 verlor. Drei Jahre später kehrten die Wesselinger in die Landesliga zurück, die durch die gleichzeitige Einführung der Verbandsliga Mittelrhein nur noch die zweithöchste Amateurliga darstellte. Dort wurde die Mannschaft 1957 und 1958 jeweils Vizemeister hinter TuRa Bonn beziehungsweise dem Siegburger SV 04.
In den folgenden Jahren rutschte die Mannschaft ins Mittelmaß zurück und musste 1964 wieder in die Bezirksklasse absteigen. Erst 1979 gelang der Wiederaufstieg, ehe der SV Wesseling zwei Jahre später den dritten Platz belegte. 1984 und 1985 wurde die Mannschaft jeweils Vizemeister hinter dem TuS Lindlar sowie der zweiten Mannschaft des SC Viktoria Köln. Bei der ersten Vizemeisterschaft gewannen die Wesslinger zwar das Entscheidungsspiel gegen den SV Hoengen mit 2:0, blieben aber Landesligisten, weil Oberligameister Rot-Weiss Essen in der Aufstiegsrunde zur 2. Bundesliga scheiterte. Nach vielen weiteren Jahren im Mittelfeld der Landesliga stieg die Mannschaft 1996 schließlich in die Bezirksliga ab.
2000 stiegen die Wesselinger in die Kreisliga ab. Dort trat der SV Wesseling allerdings nicht mehr an. Auf einer außerordentlichen Mitgliederversammlung am 25. März 2000 wurde die Auflösung beschlossen. Die Mitglieder traten daraufhin dem Lokalrivalen Blau-Weiß Urfeld bei, der seinen Namen in Spvg Wesseling-Urfeld änderte.

## Persönlichkeiten
- Sara Doorsoun-Khajeh
- Adolf Knoll